# Балсамгау (графство)
Балсамгау (или Belcsem, Balsami) — раннесредневековое графство (гау) в исторической области Остфалия герцогства Саксония. Столицей графства был Штендаль, располагалось оно на западном берегу реки Эльбы. В графство также входили города Арнебург, Доббелин, Элверсдорф, Виндберге. Оно граничило с графствами Остервальд, en:Liezizi, en:Morazani, en:Nordthüringgau.
В 12 столетии, графство Балсамгау вошло в состав маркграфства Бранденбург. Совместно с Остервальдом, оно составляло самую западную часть Бранденбурга, в дальнейшем известную как Альтмарк.